# 金乡话
金乡话，浙江省温州市苍南县金乡镇城区居民使用的一种吳語方言，使用人数目前仅约3万左右，音系与周边地区相比有显著区别，语言学上称之为“方言岛”现象。研究金鄉話較多的是杭州師範大學教授殷作炎，著《金乡话词典》。

## 历史
据金乡地方志记载，现今金乡人的祖先有很大一部分为明代戚继光部队在金乡的驻军。明嘉靖年间朝廷在金乡设立军事卫所，迁出原来城内的全部居民，改驻明朝军队，修建城垣清肃倭寇。这支部队多为戚家军中浙北籍军士组成，使用北部吴语的方言。浙江倭乱平息之后，驻守金乡的戚家军全部在当地解甲归田，所以历经数百年后，金乡城内居民使用的语言仍保持有北部吴语的特点。
据语言学家考证，金乡话也被认为是由北部吴语与官话、苍南方言长期混合使用后形成。